# Einsatzgruppe Ägypten

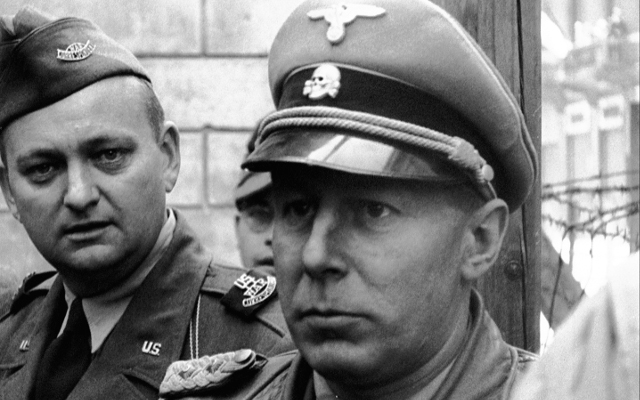
Walter Rauff en 1945.

L'Einsatzgruppe Ägypten était une unité SS des Einsatzgruppen dirigée par le SS-Obersturmbannführer Walther Rauff formée en Grèce occupée pendant la Seconde Guerre mondiale.
Les historiens Klaus-Michael Mallmann et Martin Cüppers, sur la base de recherches d'archives, déclarent que le but de l'unité était de procéder à un massacre de masse des populations juives sous le mandat britannique de Palestine et d'Égypte. Bien que le mot « Palestine » n'ait jamais été mentionné dans les documents d'archives, les chercheurs précisent que l'objectif de l'unité était de s'y rendre afin de décréter un massacre systématique de Juifs. Compte tenu de son petit effectif de seulement 24 hommes, Mallmann et Cüppers pensent que l'unité aurait eu besoin de l'aide des résidents locaux et de l'Afrika Korps pour mener à bien sa mission. Le 20 juillet 1942, Rauff est envoyé à Tobrouk pour faire un rapport à Rommel, commandant de l'Afrikakorps. Mais celui-ci opérant à plus de 500 km plus loin lors de la première bataille d'El Alamein, il est peu probable que les deux aient pu se rencontrer,. L'ancien Premier ministre irakien Rashid Ali al-Gaylani et le Grand mufti de Jérusalem Haj Amin al-Husseini ont joué des rôles dans cette mise en œuvre du plan, se livrant à une propagande radio antisémite, se préparant à recruter des volontaires et à lever un bataillon arabo-allemand opérant de concert avec l'Einsatzgruppe Ägypten au Moyen-Orient.
Selon l'historien Haim Saadon, le directeur du Centre de recherche sur les Juifs d'Afrique du Nord pendant la Seconde Guerre mondiale, les documents de Rauff montrent que sa principale préoccupation était d'aider la Wehrmacht, et son plan pour cela était de placer les Juifs dans des camps de travaux forcés. En termes relatifs, les Juifs d'Afrique du Nord ont échappé à la solution finale,.
Les plans de l'Einsatzgruppe Ägypten ont été mis de côté après la victoire des Alliés lors de la deuxième bataille d'El Alamein.

### Lectures complémentaires
- Miner, « Planning the Holocaust in the Middle East: Nazi Designs to Bomb Jewish Cities in Palestine », Jewish Political Studies Review, vol. 27, nos 3/4,‎ 2016, p. 7–33 (ISSN 0792-335X, JSTOR 44510568)
- Mallmann, Klaus-Michael; Cüppers, Martin (2007). "“Elimination of the Jewish National Home in Palestine”: The Einsatzkommando of the Panzer Army Africa, 1942". Yad Vashem Studies 35 (1): 1–31.